# 박연우 (기업인)
박연우(1959년 12월 2일 ~ )는 CJ프레시웨이 대표이사, 가야 대표이사를 역임한 대한민국의 기업인, 정치인이다.

## 경력
- 1986.1 ~ 2002.12 : 유한킴벌리 유통영업본부 본부장
- 2004.1 ~ 2005.12 : 보령메디앙스 총괄 전무이사
- 2006.1	~ 2006.12 : 풀무원 영업본부 본부장 부사장
- 2007.1 ~ 2009.11 : 엑소후레쉬 대표
- 2009.12 ~ 2010.3 : CJ프레시웨이 유통본부 본부장
- 2010.3 ~ 2010.6 : CJ프레시웨이 대표이사
- 2010.7 ~ 2012.2 : 동부한농 마케팅담당 부사장
- 2012.2	~ 2013.4 : 가야 대표이사
- 2014.5 : 제6회 동시지방선거 후보등록자 (새누리당, 경기도의회 의원)
- 2015.12 ~ : 자유총연맹 과천시 회장
- 엠디아카데미 유통교육원 원장